# مالات صوديوم
مالات صوديوم مركب كيميائي له الصيغة Na2C4H4O5، ويكون على شكل بلورات . وهو ملح الصوديوم لحمض الماليك. يستخدم في الإضافات الغذائية وله الرقم E350 .